# Màloie Skuràtovo
Màloie Skuràtovo (en rus: Малое Скуратово) és un poble de l'óblast de Tula, a Rússia, segons el cens del 2010 tenia 548 habitants.